# Aedemon
Aedemon is een geslacht van vlinders uit de familie visstaartjes (Nolidae). De wetenschappelijke naam van het geslacht is voor het eerst geldig gepubliceerd in 1944 door Alfred Jefferis Turner.
De typesoort van het geslacht is Aedemon eurapta Turner, 1944. Dit is tevens de enige soort uit dit geslacht.

## Soort
- Aedemon eurapta Turner, 1944